# Inundação de melaço de Boston

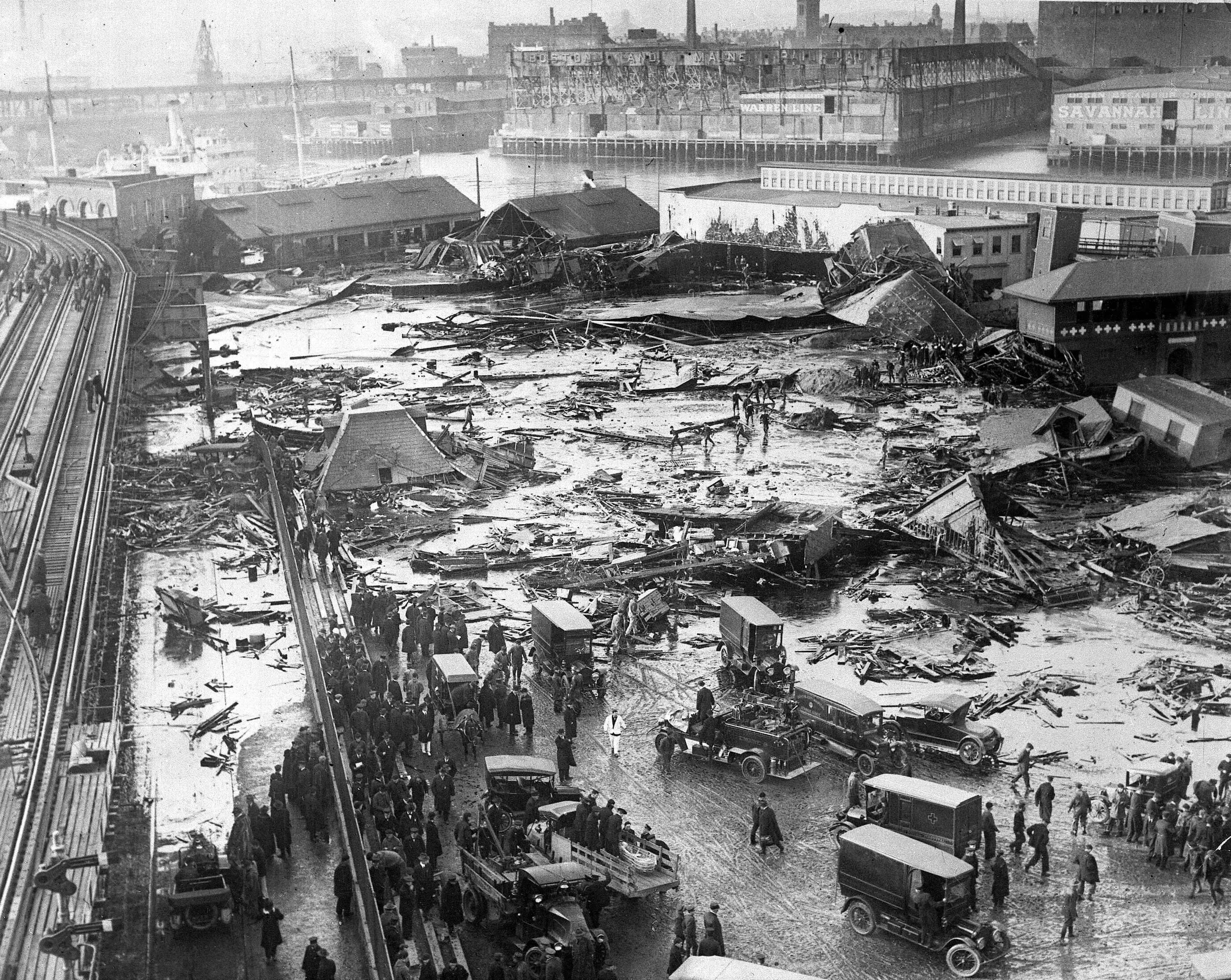
O local do desastre

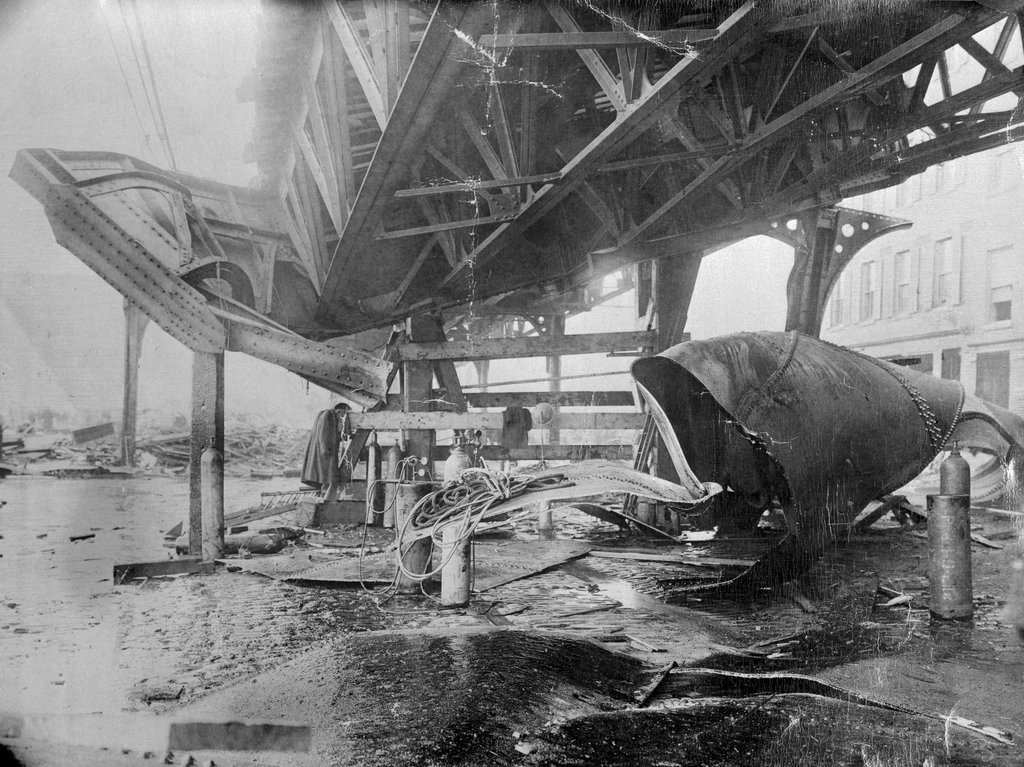
Estrutura da ferrovia elevada danificada pelo tanque

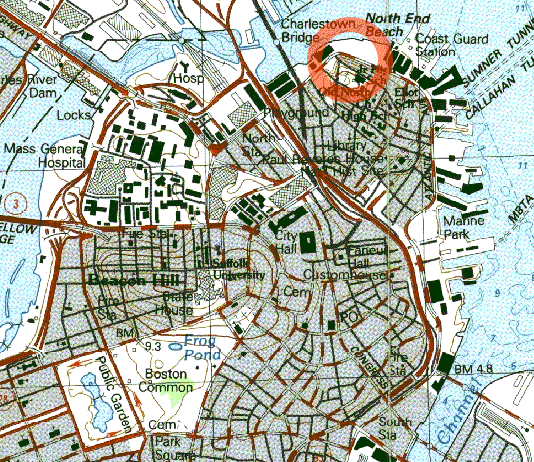
Mapa atual de Boston com a região do incidente circulada

A inundação de melaço de Boston foi um incidente ocorrido em Boston, Estados Unidos, em 15 de janeiro de 1919, quando um grande tanque de armazenamento de melaço rebentou, espalhando o produto pelas ruas a uma velocidade estimada de 56 km/h, matando 21 pessoas e ferindo 150. O acontecimento entrou para o folclore local, e os moradores costumam dizer que em dias quentes de verão a região ainda cheira a melaço.

## Desastre
O desastre ocorreu na fábrica Purity Distilling Company em 15 de janeiro de 1919, um dia estranhamente quente para janeiro, com uma temperatura de 4 °C. Na época, melaço era o adoçante padrão nos Estados Unidos, sendo também fermentado para produzir rum e álcool etílico, ingrediente ativo de outras bebidas alcoólicas e então componente chave na fabricação de munição. O melaço armazenado estava aguardando transferência para as instalações da Purity em Cambridge.
O tanque, com 15 metros de altura, 27 de diâmetro e capacidade para mais de 8 700 m3, arrebentou repentinamente, lançando uma imensa onda de melaço a uma altura de aproximadamente 3 metros, a uma velocidade de 56 km/h e pressão de 200 kPa. A força da onda foi suficiente para quebrar as vigas da ferrovia elevada adjacente e tirar um trem dos trilhos. Perto dali, construções foram arrancadas de suas fundações e demolidas. Diversos quarteirões ficaram cobertos de melaço, que chegou a alcançar uma profundidade de 60 cm a 90 cm.

## Consequências
Após o tanque rebentar, os primeiros a vir em auxílio das vítimas foram 116 cadetes sob as ordens do tenente-comandante H. J. Copeland, que se encontravam no navio de treinamento USS Nantucket, ancorado nas proximidades. Eles trabalharam para manter o local isolado até a chegada da polícia, da Cruz Vermelha, do exército e de mais pessoal da marinha para o resgate. Os feridos eram tantos que os médicos improvisaram um ambulatório em um prédio vizinho, e a busca por vítimas continuou por quatro dias. O saldo total foi de 21 mortos e 150 feridos.
Foram necessárias 87 000 horas-homem para remover o melaço das ruas de pedra, dos teatros, comércio, automóveis e residências. O porto ficou com a cor do melaço até ao verão seguinte.
Os moradores locais entraram com um processo conjunto contra a United States Industrial Alcohol Company (USIA), que comprou a Purity Distilling em 1917. Apesar da companhia alegar que o tanque fora explodido por anarquistas (devido ao fato de uma parte do álcool ser destinada à produção de munição), após três anos de julgamento a corte considerou a USIA responsável pelo incidente, condenando-a a pagar 600 000 dólares em indenizações.
A USIA decidiu não reconstruir o tanque no local, que atualmente abriga um complexo recreativo, com um recreio infantil e campos de bocha e baseball.

## Causas
Diversos fatores podem ter contribuído para a ruptura do tanque, como montagem inadequada e elevação da pressão interna devido à produção de dióxido de carbono resultante da fermentação, assim como aumento da temperatura ambiente externa. Um inquérito para apurar as causas do desastre revelou que Arthur Jell, que supervisionou a construção do tanque, negligenciou testes básicos de segurança, como preencher o reservatório com água para verificar por vazamentos. Quando enchido com melaço, o tanque vazou tanto que foi pintado de marrom/castanho na tentativa de esconder os defeitos.